# ایریسبرتو اررا
ایریسبِرتو اِرِرا (اسپانیایی: Irisberto Herrera‎؛ زادهٔ ۷ دسامبر ۱۹۶۸)، استادبزرگ شطرنج کوبایی-اسپانیایی است. در ژانویه ۲۰۰۸ ریتینگ الو او در فیده ۲۴۵۸ بود. او در ۱۹۸۹ به عنوان استاد بین‌المللی و در ۱۹۹۹ به استادبزرگی دست پیدا کرد.
در ۱۹۸۶ میلادی او موفق به کسب مقام اول مسابقات قهرمانی جوانان کوبا و در ۱۹۹۶ میلادی مشترکاً با خولیو بسرا ریورو، عنوان نخست مسابقات قهرمانی شطرنج کوبا را بدست آورد.
اررا به‌همراه تیم کوبا در المپیاد شطرنج ۱۹۹۶ در ایروان شرکت کرد.